# Calyptranthes oblanceolata
Calyptranthes oblanceolata är en myrtenväxtart som beskrevs av Ignatz Urban. Calyptranthes oblanceolata ingår i släktet Calyptranthes och familjen myrtenväxter. Inga underarter finns listade i Catalogue of Life.